# Вальде, Ханс-Йоахим
Ханс-Йоахим Вальде (нем. Hans-Joachim Walde; 28 июня 1942, Szklary Górne, Нижнесилезское воеводство, нацистская Германия — 18 апреля 2013, Евер, Нижняя Саксония, Германия) — западногерманский десятиборец, двукратный призёр летних Олимпийских игр в Токио (1964) и в Мехико (1968).

## Спортивная карьера
Получил высшее медицинское образование, в 1972 окончил Университет Майнца с присуждением докторской степени в отртопедии. Выступал за университетский спортивный клуб Майнца. Тренировался у известного специалиста Фриделя Ширмера. На летних Олимпийских играх в Токио (1964) завоевал бронзовую медаль, в 1967 г. стал победителем Всемирной Универсиады в Токио. На Играх в Мехико (1968) выиграл «серебро». На своей третьей Олимпиаде в Мюнхене (1972) не смог завершить соревнования. На летнем первенстве Европы в Хельсинки (1971) занял третье место.
Становился чемпионом ФРГ в 1964 и 1969 гг., в 1968 и 1971 гг. был серебряным призёром. Свой единственный мировой рекорд установил в 1970 г. в семиборье. Еын Хендрик стал успешным десятиборцем, выступавшим на национальном уровне.
По завершении спортивной карьеры работал врачом-травматологом, а затем — спортивным врачом. Был главным врачом по спортивной медицине Северо-Западной клиники в Занде.